# 郝明之
郝明之（1928年—）是中國武術家，杨式太极拳第六代传人，刘仲桥的弟子。現任济南市杨式太极拳研究会会长。

## 生平
曾在济南市槐荫区国税局工作。1954年，拜杨式太极拳传人刘仲桥為師，習練杨式太极拳。學拳三年後開始收徒，義務教拳；至今正式拜師的弟子有數百人，學員數千人。1998年出任济南市杨式太极拳研究会会长。他曾耗費10年编纂《杨式太极拳》教材。

## 榮譽
郝明之曾被授予2012 年度“济南市十大老有所为先进个人”、2014 年度“济南市离退休干部先进个人”、2015 年度“山东省模范老人”等称号。